# Timothy Swan
Timothy Swan (1758-1843) était un compositeur et un fabricant de chapeaux américain. 

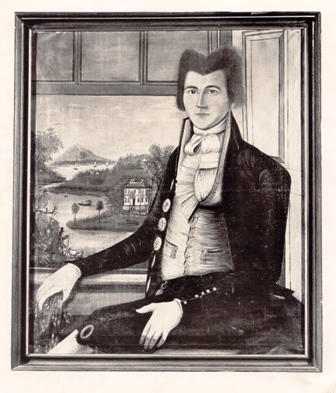
Portrait de Timothy Swan

Timothy Swan est né à Worcester (Massachusetts), fils de William Swan of Worcester, un orfèvre bien connu. L'un des premiers compositeurs américains à avoir écrit de la musique séculaire et sacrée, il était également poète et professeur de chant,. 
En 1776 il devient fifre dans l'armée continentale. Mis en apprentissage pour devenir fabricant de chapeau, Timothy compose sa première chanson, Montague, à l'âge de 16 ans. On le surnomme Hatter-Composer (littéralement «compositeur-chapelier» mais qui peut aussi se traduire par «compositeur-toqué»). Il décède à Northfield dans le Massachusetts.

## Œuvres
- Montague (1774)
- Florence MIDI
- Rainbow MIDI
- China (1790) MIDI
- Ocean MIDI
- Orange MIDI
- Portland MIDI
- Calvary MIDI
- Poland (1783) MIDI
- Greenland MIDI
- Dover MIDI
- Golgotha MIDI